# Prineville Lake Acres
Prineville Lake Acres es un lugar designado por el censo ubicado en el condado de Crook en el estado estadounidense de Oregón. En el Censo de 2020 tenía una población de 1556 habitantes y una densidad poblacional de 91,15 habitantes por km². Fue incluido como CDP en el censo de 2020.

## Geografía
Prineville Lake Acres se encuentra ubicado en las coordenadas 44°10′5″N 120°47′23″O / 44.16806, -120.78972.Según la Oficina del Censo de los Estados Unidos, tiene una superficie total de 17,07 km², todos correspondientes a tierra firme.